# Pterotricha algerica
Pterotricha algerica är en spindelart som beskrevs av Raymond Comte de Dalmas 1921. Pterotricha algerica ingår i släktet Pterotricha och familjen plattbuksspindlar. Inga underarter finns listade i Catalogue of Life.